# Какуг
Какуг — энси (правитель) шумерского государства Лагаш, правил приблизительно в 2111 — 2110 годах до н. э., из второй династии Лагаша.
Видимо, сын Наммахани и Нинганды или их зять, во всяком случае, дочь Какуга, Нинкагина, названа в одной из надписей внучкой Наммахани. При Гудеа Какуг был писцом; ещё тогда он имел на своей печати изображение Гильгамеша, как бы подчеркивая свои симпатии к Уруку.
Какуг возглавил заговор против Ур-Нин-Нгирсу и после его свержения захватил престол. Однако правителем он был недолго, всего 1 год. От времени его правления не дошло ни одной собственной надписи: сохранились только две т. н. таблетки (закладные камни с письменами), датированные 1-вым годом его правления.

## Список датировочных формул Какуга
|   |                                                                |
| 1 | Год, когда Какуг [стал] энси RTC 188; MVN X 94 mu ka-ku3 ensi2 |